# Załubniszcza
Załubniszcza (biał. Залубнішча; ros. Залубнище) – wieś na Białorusi, w obwodzie mohylewskim, w rejonie mohylewskim, w sielsowiecie Kniażyce, w pobliżu portu lotniczego Mohylew.